# El Ajedrecista
El Ajedrecista (spansk for "skakspilleren") er en skakspillende analog computer, som kan sætte skakmat i et simpelt slutspil; tårn og konge mod konge. Den første færdige udgave blev bygget i 1912 af den spanske matematiker og ingeniør Leonardo Torres Quevedo (1852 – 1936). Den blev præsenteret første gang i omkring 1915 og fik udførlig omtale i Scientific American den 6. november 1915 i en artikel om "Torres and His Remarkable Automatic Devices" . 
El Ajedricista regnes for den første skakspillende maskine, og vakte betydelig opsigt, da den kom frem. I modsætning til illusionerne "Skaktyrken" og "Ajeeb" var det tydeligt, at maskinen udførte trækkene. Maskinen kan løse alle stillinger – dog ikke altid lige hurtigt - og kan gøre opmærksom på, når modstanderen udfører et ulovligt træk.
Det angives i The Machine Plays Chess? af Alex G. Bell fra 1978, at den første prototype af El Ajedricista kom i 1890, men der findes ingen referencer før 1915 
Leonardo Torres Quevedos søn Gonzales byggede en forbedret udgave under farens vejledning i 1920. Begge udgaver virker stadig og er udstillet på Museo Torres Quevedo i Madrid, sammen med andre opfindelser af Torres Quevedo.